# 브라티슬라프 로크벤츠
브라티슬라프 로크벤츠(Vratislav Lokvenc, IPA: [ˈvracɪslaf ˈlokvɛnts], 1973년 9월 27일, 나호트 (Náchod) ~)는 체코의 전 축구 선수로, FC 잉골슈타트 04 (FC Ingolstadt 04)에서 선수 생활을 마무리하였다.
이전에는 FC 흐라데츠크랄로베 (FC Hradec Králové, 1992년-1994년), 스파르타 프라하 (1994년-2000년), 독일 분데스리가의 1. FC 카이저슬라우테른 (2000년-2004년), VfL 보훔 (2004년-05년), FC 레드 불 잘츠부르크 (2005년-2008년), FC 바젤 (2008년, 임대)에서 선수 생활을 하였다.
체코 대표팀의 구성원으로 1997년 FIFA 컨페더레이션스컵, UEFA 유로 2000, UEFA 유로 2004, 2006년 FIFA 월드컵에 출전한 바 있으며, 1995년부터 2006년까지 74경기에서 14골을 기록하였다.